# Cueta stichoptera
Cueta stichoptera is een insect uit de familie van de mierenleeuwen (Myrmeleontidae), die tot de orde netvleugeligen (Neuroptera) behoort. 
Cueta stichoptera is voor het eerst wetenschappelijk beschreven door Navás in 1913.